# Chrysopogon
Chrysopogon  Trin. é um género botânico pertencente à família Poaceae, subfamília Panicoideae, tribo Andropogoneae.
O gênero apresenta aproximadamente 95 espécies. Ocorrem na Europa, África, Ásia, Australásia, Pacífico, América do Norte e América do Sul.

## Sinônimos
- Centrophorum Trin.
- Chalcoelytrum Lunell (SUS)

## Principais espécies
- Chrysopogon aciculatus (Retz.) Trin.
- Chrysopogon aucheri Stapf
- Chrysopogon fulvus Chiov.
- Chrysopogon gryllus (L.) Trin.
- Chrysopogon nutans (L.) Benth.
- Chrysopogon orientalis A.Camus
- Chrysopogon zizanioides (L.) Roberty
- «PPP-Index Lista completa»